# 李太坤 (導演)
李太坤 （韓語：이태곤，1968年02月12日—），韓國電視劇導演。

## 作品

### 電視劇
- 2004年：MBC《12月的熱帶夜》
- 2005年：MBC《律師們》
- 2006年：MBC《愛情無法擋》
- 2008年：MBC《我人生最後的緋聞》
- 2009年：SBS《你笑了》
- 2010年：MBC《便當》
- 2011年：JTBC《仁粹大妃》
- 2013年：JTBC《你鄰居的妻子》
- 2015年：JTBC《親愛的恩東啊》
- 2016年：JTBC《青春時代》
- 2017年：JTBC《青春時代2》
- 2019年：JTBC《檢察官內傳》
- 2021年：kakao TV《不瘋不狂不愛你》

## 外部連結
- NAVER搜索 （页面存档备份，存于）